# 1965 chez Disney
Cet article présente la liste des évènements de la Walt Disney Productions ayant eu lieu en 1965.

## Résumé

### Parcs à thèmes et loisirs
La société Walt Disney Productions décide d'internaliser la division liée à la conception et la création des attractions des parcs Disney en achetant le 3 février 1965 la société WED Entreprises auparavant détenue directement par Walt Disney. Quelques mois plus tard en juillet 1965, le service MAPO dédié à la conception technique de WED Entreprises devient une filiale. Il avait été créé pour réaliser les effets spéciaux du film Mary Poppins (1964).
Fin octobre 1965, le journal local Orlando Sentinel dévoile que la société Walt Disney Productions est derrière les nombreux achat de terrains en banlieue d'Orlando. La société est contrainte à une conférence de presse annonçant le projet du Disney World le 15 novembre 1965.

### Autres médias
La production de bande dessinées est liée au contrat liant Disney Publishing et Western Publishing, les comics étant distribués depuis 1962 par sa filiale Gold Key Comics.
Publications Gold Key Comics
- Donald Duck
- Mickey Mouse
- Uncle Scrooge
- Walt Disney's Comics and Stories

En prévision des projets d'autres parcs, l'entreprise lance le magazine Disney News, au format agence de voyages avec les articles sur les activités Disney et leur alentours. Cette publication sera couplée avec le magazine Disneyland Vacationland, lancé en 1956 et consacré à Disneyland en Californie.

### Futures filiales
La société American Broadcasting-Paramount Theatres se renomme American Broadcasting Company en 1965.
Le 7 décembre 1965, Leonard Goldenson présente au directoire d'ABC un projet de fusion avec International Telephone and Telegraph (ITT).

## Événements

### Janvier
- 28 janvier 1965, Sortie du film Calloway le trappeur aux États-Unis[8],[9]

### Février
- 3 février 1965, Walt Disney Productions rachète WED Entreprises à Walt Disney[1],[10]
- 13 février 1965, Sortie du court métrage éducatif avec Dingo Freewayphobia No. 1[11]

### Juillet
- 18 juillet 1965, Ouverture de l'attraction Great Moments with Mr. Lincoln à Disneyland[12]
- 23 juillet 1965, Le service MAPO de WED Entreprises devient une filiale[2]
- 27 juillet 1965, Décès de Florence Gill, actrice vocale[13]

### Août
- 18 août 1965, Sortie du film Un neveu studieux aux États-Unis[14]

### Septembre
- 22 septembre 1965, Sortie du court métrage éducatif avec Dingo Goofy's Freeway Troubles[15]

### Octobre
- 20 octobre 1965, Le journal Orlando Sentinel révèle le projet du Disney World[3]

### Novembre
- 15 novembre 1965, Conférence de presse annonçant le projet du Disney World[3]

### Décembre
- décembre 1965, lancement du magazine Disney News pour le Magic Kingdom Club[5].
- 2 décembre 1965, Sortie du film L'Espion aux pattes de velours aux États-Unis[16],[17]
- 7 décembre 1965, Leonard Goldenson présente au directoire d'ABC un projet de fusion avec International Telephone and Telegraph (ITT)[7]